# Ревю

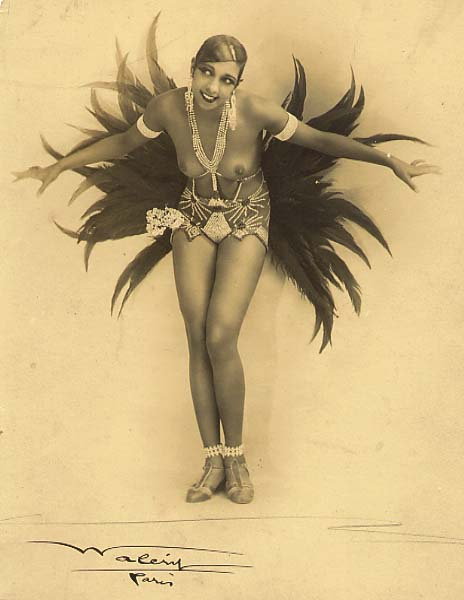
Жозефина Бейкер в La Revue des Revues (1927)

Ревю́ (от фр. Revue — обозрение) — одна из разновидностей музыкального театра или тип многоактовых зрелищных театральных представлений, в которых сочетаются музыка, танцы и скетчи.
Ревю зародилось в XIX веке, получив развитие из популярных увеселительных и мелодраматических представлений. Окончательно жанровые особенности сформировались в период расцвета в 1916—1932 гг.
Подобно оперетте и мюзиклу, ревю соединяет музыку, танец и обмен репликами между актёрами в цельное сценическое представление, но отличается от этих жанров отсутствием единой сюжетной линии в постановке. Чаще всего ревю посвящено определённой теме: текущему событию, модному литературному произведению, публичному лицу, рассматриваемому в сатирическом ключе. Содержание ревю представляет собой сменяющие друг друга номера сольных исполнителей и танцевальных ансамблей, иллюстрирующих заданную тему. Жанр ревю близок к варьете, к американскому водевилю и кабаре. Музыке в ревю не отводится ведущая роль, хотя и были отдельно взятые номера — популярные эстрадные песни и танцы, которые впоследствии начинали «жить» самостоятельно.
Высокая цена билетов, а также вульгарность рекламных кампаний и эксплуатация сексапильных мотивов в шоу сформировали постоянную публику ревю из более обеспеченной и менее сдерживаемой моральными устоями части общества, чем их современники, ставшие аудиторией водевилей. Как и для многих развлекательных жанров эпохи, для ревю было характерно затрагивание злободневных для общества вопросов, при этом внешней формой для преподнесения даже глубокого содержания служили грубость и откровенная демонстрация женского тела.

## История
Ревю как театральное искусство развилось в конце XIX века в Париже из представлений кабаре («Чёрный кот», «Фоли-Бержер», «Мулен-Руж») и достигло своей вершины в 1920-х годах.

Первыми примитивными ревю можно считать ярмарочные предновогодние представления в Париже 1850-х годов, на которых актрисы, переодетые в комическую военную форму, пародировали нравы, царившие во французской армии. Парижская оперетта впитала эти народные элементы (как это видно из «Die Großherzogin von Gerolstein (1867)» Жака Оффенбаха). Первым состоявшимся ревю считается проведённая в 1886 году в Фоли-Бержер инсценировка «Площадь молодёжи» («Place aux Jeunes»). Начиная с 1889 года, ревю становится постоянной частью программы в Мулен-Руж. С наступлением XX века этот жанр распространяется по всей Европе. 

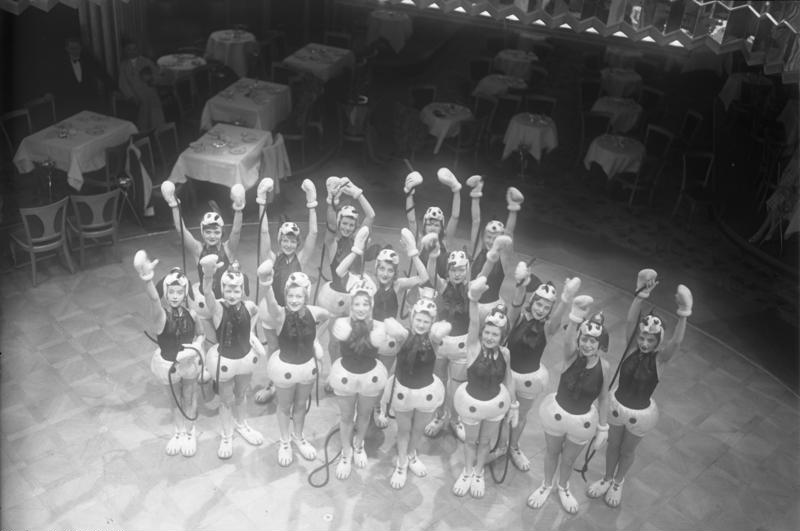
Микки-Маус ревю, Берлин, 1931 г.

В США ревю было впервые поставлено в 1907 году («Безумства Зигфелда»). Вскоре после этого оно стало самым популярным развлекательным шоу в Бродвейских театрах. В Германии известнейшим ревю-театром был берлинский Большой театр (ныне Фридрихштадтпаласт). Кроме участвующих певцов, актёров, комиков, акробатов и танцоров значительную роль в успехе представления играли художественное и техническое оснащение сцены, костюмы, маски и т. п. В 1920-е годы появляется политическое ревю — «Красная суматоха» («Revue Roter Rummel») Эрвина Пискатора, нашедшее многочисленных поклонников.
В 1930-х годах интерес публики к ревю как к жанру снижается. К этому времени появляются фильмы-ревю, в связи с чем желающие могут посмотреть эти представления не только в театре, но и в кино. С появлением телевидения начинается транслирование ревю. В настоящее время ревю можно увидеть, например, в Европе на таких традиционных варьете-сценах, как «Лидо», «Фоли-Бержер», «Мулен Руж», «Фридрихштадтпаласт» и т. д., в Америке в шоу-театрах Лас-Вегаса. Во время позднейшей фазы развития этого жанра в Венской оперетте было поставлено Венское ревю на льду.

## Происхождение и популяризация
Ревю наиболее правильно считать искусством, объединяющим несколько театральных традиций в корпусе одного развлечения. Функция смешанного искусства менестрелей обеспечила структурную схему популярных разнообразных представлений, в то время как литературные пародии обнаруживали жажду сатиры в зрительской аудитории. Театральные феерии (в частности, движущиеся панорамы) демонстрировали множество эффектных зрелищ. Бурлеск, гибрид различных театральных форм, перешёл в классическое ревю и открыл интерес к женской сексуальности и мужскому взгляду.
Данный жанр возник в конце XVIII века во Франции. Особую популярность ревю приобрело в эпоху Луи Филиппа (1830—1848 годы). Первое представление — пьеса М. Романьезе «Ревю для театра» («Revuedes Théâtres»). Она была поставлена в Париже в 1728 году. В конце XIX века жанр превратился в постановочные ревю — пышные и бессодержательные развлекательные представления, насыщенные зрелищными эффектами (granderevue a spectacle). В конце XIX — начале XX века ревю уже было распространено в Бельгии, Нидерландах, Великобритании, Германии. В Англии на продвижении серии ревю специализировался Том Арнольд, распространяя их на европейском континенте и в Южной Африке.
В США возникла национальная разновидность жанра, получившая название «Шоу» (show musical — музыкальное обозрение). Специфическая особенность — введение ритмичных движений и танцев группы девушек. Популярными композиторами такой разновидности были Р. Фримль, И. Берлин и Й. Керн. «Мимолётное шоу» (1894) Джорджа Ледерера обычно считается первым успешным американским ревю. Английская версия использовалось до 1907 года, пока Флоренц Зигфельд не популяризировал французский вариант. К другим популярным фирменным ревю относятся «Скандалы Джорджа Уайта» и «Тщеславие» Эрла Кэрролла. Из многих популярных продюсеров ревю Флоренц Зигфельд сыграл большую роль в развитии классического ревю через его восхваления нового театрального «типа американской девушки». Флоренц Зигфельд, Эрл Кэрролл, Джордж Уайт и братья Шуберт стали ведущими фигурами «золотого века» американского ревю.
Также ревю повлияло на западноевропейскую и американскую оперетту: возник синтез двух жанров, включавший типичные для ревю элементы — ревю-оперетта. После Второй мировой войны 1939—1945-х годов в западноевропейских странах и США в виде ревю создавались кинофильмы и телевизионные постановки.

## Золотой век
В истории музыкального искусства США принято выделять расцвет жанра в 1910—1920-е годы как «золотой век» ревю.
«Ревю» пользовалось большим успехом на Бродвее в Нью-Йорке со времени начала Первой мировой войны, в 1914 году, и до Великой депрессии в 1929 году, когда крах фондового рынка заставил многие ревю из больших бродвейских домов перебраться в менее известные места. Шоу продолжали изредка появляться в больших театрах США и в 1950-х годах. Высокие цены на билеты на многие представления этого жанра обеспечивали ограничение аудитории от публики других популярных развлечений в период времени с конца 1910-х и до окончания 1940-х годов. В 1914 году Follies продавали билет на премьерное представление за $5 ($106,22 в ценах 2008 года), в то время как многие кинотеатры брали от 10 до 25 центов за киносеанс, а недорогие места в водевиле стоили 15 центов.
Артисты ревю получали необоснованно высокие еженедельные зарплаты, имея постоянное место работы, в отличие от гастрольной практики артистов других жанров в индустрии развлечений. Исполнители, такие как Эдди Кантор, Анна Хелд, У. К. Филдс, Берт Уильямс, братья Маркс и близнецы Фэрбенкс приобрели большой успех на сцене, выступая в ревю. Одним из ранних выступлений Коула Портера было ревю Реймонда Хичкока Hitchy-Koo 1919. Композиторы или лирики, такие как Ричард Роджерс, Лоренц Харт, Ирвинг Берлин и Джордж М. Кохан также пользовались огромным успехом со стороны зрителей. Иногда появление в ревю обеспечивало ключевой поворот в карьере. Во многом из-за его централизации в Нью-Йорке и вызывающей рекламы ревю внедрило новые таланты в американский театр. Роджерс и Харт — одна из лучших команд композиторов-лириков американского музыкального театра. Комедиантка Фанни Брайс, после короткого периода в «Бурлеске» и любительском варьете, вышла на сцену в ревю в Ziegfeld’s Follies в 1910 году. Авторами и композиторами ревю были Санди Уилсон, Ноэль Коуард, Джон Стромберг, Джордж Гершвин, Эрл Кэрролл и британский дуэт Фландерс и Суонн.

## Ревю в России
В театральной жизни России начала XX века ревю занимало скромное положение среди более популярных жанров — варьете и кабаре. После Октябрьской революции 1917 года, в связи с поисками наиболее действенных форм пропаганды идеи строительства социализма, активизировалась работа ряда театров, в частности и в жанре ревю. Постановки на политические и социально-бытовые темы в 1920—1930-е годы шли на сцене многих театров сатиры. Можно выделить два вида сложившихся форм: ревю-феерия и камерное ревю. В первом случае определяющим является зрелищность, стремление к масштабности, использование технических возможностей сцены, особенная световая партитура. Важнейшая роль отводится музыке: Московский мюзик-холл «Как 14-я дивизия в рай шла», «Под куполом цирка», новый Московский мюзик-холл «Москва — Венера, далее — везде», новый Ленинградский мюзик-холл «Миллион новобрачных». В камерных ревю преобладают разговорные жанры: конферанс, сценки, интермедии, скетчи..
Сложилась специфическая форма жанра «пролетарского» агитационного театра. «Синяя блуза» — существовавший вплоть до начала 30-х годов своеобразный жанр эстрадных театральных представлений, с которым связаны имена ряда талантливых писателей, поэтов, композиторов. В числе композиторов, писавших музыку для постановок «Синей блузы» были М. И. Блантер, С. А. Кац, К. Я. Листон, М. С. Милютин, Д. Я. Покрасс.

## Ревю в фильмах
С появлением звукового кино в 1927 году киностудии сразу же начали снимать небольшие эпизоды в жанре «ревю». Такие короткие фильмы постепенно заменили живые выступления, которые часто сопровождали кино-выставки. К 1928 году студии начали планировать показ полноформатных версий популярных мюзиклов и ревю. Фильмы-мюзиклы или фильмы-ревю 1930-х годов с колоссальными бюджетами, не превзойдёнными в Голливуде до эпохи 1950-х годов, пользовались исключительной популярностью. Через кинематограф мюзикл и ревю стали доступны широкой аудитории, которая не имела возможности ранее увидеть этот жанр на сцене. Успех киноверсий ревю у публики придал стимул индустрии кино. Киностудии продолжили выпуск фильмов жанра, которые в то время полностью или частично были сняты в цвете. Наиболее примечательными примерами являются The Show of Shows (Warner Brothers, 1929), The Hollywood Revue of 1929 (Metro-Goldwyn-Mayer, 1929), Fox Movietone Follies of 1929 (Fox Film Corporation, 1929), Paramount on Parade (Paramount, 1930), New Movietone Follies of 1930 (Fox, 1930) и King of Jazz (Universal, 1930). Британия также включилась в движение и создала дорогие ревю, такие как Harmony Heaven (British International Pictures, 1929), Elstree Calling (BIP, 1930) и The Musical Revue 1959 (BIP, 1960).

## Ревю сегодня
Сегодня данный вид представлений можно увидеть в студенческих постановках (во многих университетах Великобритании, Канады, Австралии и Дании). Студенты используют стилизации на современные песни с собственным текстом, в которых они рассказывают о своей учёбе в юмористической форме.
Существуют также целые шоу и мировые турне. Например, в «A Transpor to Delight» («Транспорт наслаждения») повествуется о большом красном лондонском автобусе Фландрии и Сванны, впервые появился в ревю под названием «At the Dropof a Hat» («На ровном месте»). Помимо этого существовал «The Rolling Thunder Revue» — знаменитый концертный тур США в середине 1970-х годов, состоявший из путешествующего каравана музыкантов во главе с Бобом Диланом в 1975—1976-х годах.
К концу ХХ-го века образовался поджанр ревю. Этот тип ревю обычно демонстрировал песни, написанные конкретным композитором или известным исполнителем. Например, «Side By Side Sondheim» (музыка и тексты Стивена Сондхейма), «Eubie!» (Эбби Блейк), «Tom Foolery» (Том Лерер) и «Five Guys Named Moe» (песни написаны известным Луи Джорданом). Материал для таких песен отбирался из разных произведений. Данный тип ревю мог иметь или не иметь узнаваемых персонажей и рудиментарную сюжетную линию (например, «Closer Than Ever» Ричарда Малби, Jr. и David Shire). Характер этих поздних ревю предполагал дальнейшее усиление унифицирующего авторского присутствия, как это было ранее в случае с Зигфельдом, Кэрроллом и другими. С различными артистическими акцентами жанр ревю сегодня превосходит все традиционные театры, такие как Le Lido, Moulin Rouge, берлинский Friedrichstadt-Palast и шоу в Лас-Вегасе.